# 柯贤溪
柯贤溪（1908年6月25日—2002年10月31日; 台羅: Kua Hiân-khe; 藝名: Siáu lô-khe），艺名痟罗溪，中国高甲戏表演艺术家，工丑角。柯贤溪与陈宗熟、林赐福、许仰川三人并称“闽南四大名丑”。

## 生平
清光绪34年农历五月廿七日，柯贤溪出生于现福建省泉州市晋江市英林镇沪厝垵村。柯贤溪9岁时，父亲去世。11岁时开始学戏并在两年后出科。柯贤溪学戏后先后加入“福泉新”班、“象山”班、“新溪乐”班、“福祥”班、“旧溪东”班、“后田”班、“溪后”班、“福庆成”班等戲班。
1935年10月，柯贤溪赴马尼拉演出并于第二年转到怡朗演出。1937年，柯贤溪回国并在“福庆成”班演出。1944年，柯贤溪受赴惠安塔堀（张坂镇）演对台戏。1946年，柯贤溪参加泉州大光明戏院主办的高甲戏表演赛，获得金牌1块、锦旗1面并被誉为“丑大王”。内战后散班，柯贤溪回到家乡卖蠔。
1952年，柯贤溪组织了“晋江民间高甲戏剧团”并担任团长，这是晋江县第一个自负盈亏的高甲戏剧团。1960年底，柯贤溪参加厦门“高甲戏丑角会演”并被推为“丑王”。文革后，柯贤溪遭到批斗并被称为“晋江地区文艺黑线的总头目”。1967年，柯贤溪被驱逐出团，开除党籍并停发工资。之后，柯贤溪靠路边摆摊度日。
1982年，柯贤溪在福建艺术学校泉州分校高甲班担任教师。
2002年10月31日，柯贤溪去世。

## 柯派艺术
柯贤溪在男丑表演基础上开创了高甲戏的女丑表演艺术，其主要作品有《金魁星》、《唐二别》、《管甫送》、《妗婆打》等。他所开创的艺术流派被称为「柯贤溪表演艺术」，俗称「肖罗溪表演艺术」。柯贤溪根据不同年龄妇女有着不同的表演程式，专门编有“女丑十八法”。
柯派的第一代传承人共有5人：赖宗卯（大弟子）、曾文杰（晋江市高甲戏剧团团长）、施丽华（1962年－，僅有的女弟子）、王金鼎（1963年－）、施存义（1963年－，移民美國）。
第二代传承人有卢文雄和庄伟国。